# فرودگاه ایلام
فرودگاه بین‌المللی شهدای ایلام فرودگاه اصلی استان ایلام است که در جنوب شرقی شهر ایلام قرار گرفته و پروازهای داخلی و خارجی در آن انجام می‌شود. این فرودگاه  دومین فرودگاه پرتردد غرب ایران و شانزدهمین فرودگاه پرتردد ایران است. طول باند این ۳۴۵۰متر در عرض ۱۵+۴۵می‌باشد که با انجام یک پرواز آزمایشی و وارسی در تاریخ ۹۹/۱۲/۱۱ توسط هواپیمای A310/300 شرکت هواپیمایی ماهان ظرفیت پذیرش این فرودگاه به پهن پیکر ارتقا یافت. فضای این فرودگاه D می‌باشد. این فرودگاه مجهز به دستگاه‌های ناوبری NDB,ILS(CAT I)، RVR , DVOR , DMEو… می‌باشد و این فرودگاه دارای چراغ‌های باند و چراغ‌های PAPIو روشنایی اپرون می‌باشد و پرواز شبانه در این فرودگاه بصورت آزمایشی انجام شده‌است. این فرودگاه دارای دو ترمینال داخلی و بین‌المللی است و ظرفیت سالانهٔ هر دو ترمینال بیش از یک میلیون نفر می‌باشد. طول اپرون این فرودگاه ۲۳۰ متر و عرض آن ۱۳۰ متر است که ظرفیت سه فرودند هواپیما را همزمان دارد. در استان ایلام، بجز فرودگاه ایلام، فرودگاه مهران و آبدانان وجود دارد که مسئولان استانی برای بازگشایی و احداث مجدد آن‌ها در حال مذاکره هستند.همچنین شرکت هواپیمایی ایلام ایر با مرکزیت فرودگاه ایلام و با سرمایه‌ گذاری، هلدینگ سرمایه‌ گذاری فولاد یگانه سپهر حدیده یزد در حال شکل‌گیری است و امور اداری آن در حال انجام است.این شرکت موافقت اصولی اولیه خود را در سال ۱۴۰۲ دریافت نموده‌است و هم‌اکنون با انعقاد قرارداد برای وارد کردن ۴ فروند هواپیمای امبرائر ۱۴۵  و همچنین تعدادی بوئینگ ۷۳۷ کلاسیک بزودی پروازهای خود را در مسیرهای داخلی و بین‌المللی آغاز خواهد کرد.

## شرکت‌های هواپیمایی و مقصدهای پروازی
| شرکت‌های هواپیمایی   | مقصدهای پروازی |
| ------------------- | -------------- |
| هواپیمایی آسمان     | تهران، مشهد    |
| هواپیمایی ماهان     | تهران          |
| هواپیمایی ایران ایر | تهران          |
| هواپیمایی قشم ایر   | تهران          |